# Bela
Bela nebo také Bella je ženské křestní jméno románského původu.[ujasnit] Vykládá se jako krásná. Podle maďarského kalendáře slaví svátek 31. srpna. Může to být i zkrácenina jména Anabela s významem krásná Anna.

## Domácí podoby
Belina, Belinka, Bell, Belča

## Známé nositelky
- Bellatrix Lestrange, fiktivní postava z knihy o Harrym Potterovi. Hrála jí Helena Bonham Carterová
- Bella Wilfer, fiktivní postava z knihy Our Mutual Friend od Charlese Dickense
- Bella Thorne, americká herečka
- Luca Bella Facinelli, dcera americké herečky Jennie Garth a Petera Facinelliho
- Bella Swan, fiktivní postava z upírské ságy Twilight
- Bella Hadid celým jménem Isabella Khairiah Hadid, je americká modelka. Sestra Gigi Hadid (modelka)